# Anisodactylus virens
Anisodactylus virens es una especie de escarabajo del género Anisodactylus, categorizada en la tribu Harpalini, de la subfamilia Harpalinae. Fue descrita por Dejean en 1829.

## Distribución
Se distribuye por Francia, Portugal, España, Sicilia, Italia, Malta, Marruecos, Argelia, Túnez, Libia, Egipto e islas Canarias.

## Tratamiento taxonómico
Fue publicada en Species général des coléoptères, de la collection de M. le Comte DEJEAN. Tome quatrième. -. vii + 520 pp. (MÉQUIGNON-MARVIS). (1829).